# Jeziorowy ogórek kiszony

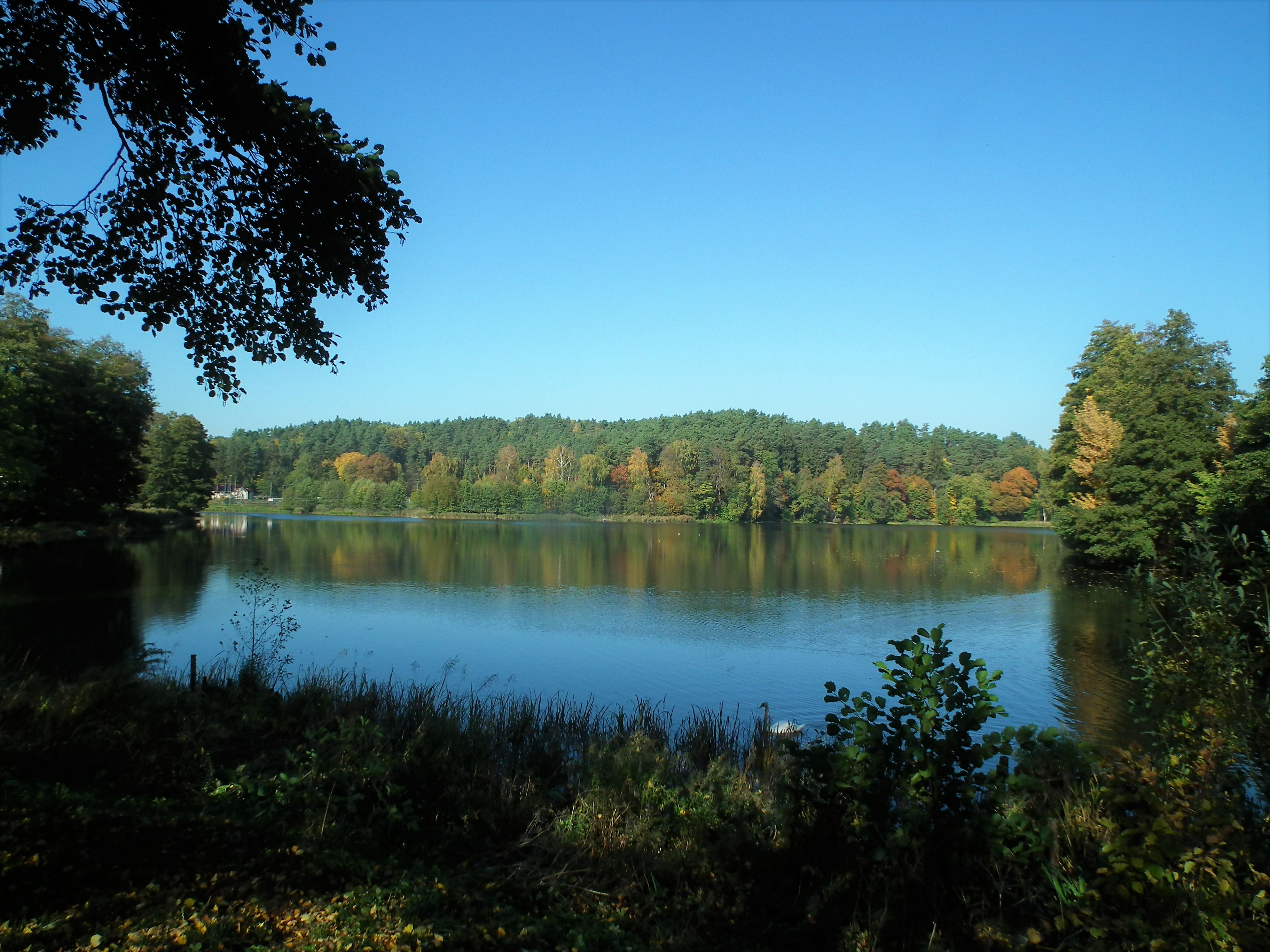
Jezioro Młyńskie, w którym przechowywane są beczki z ogórkami

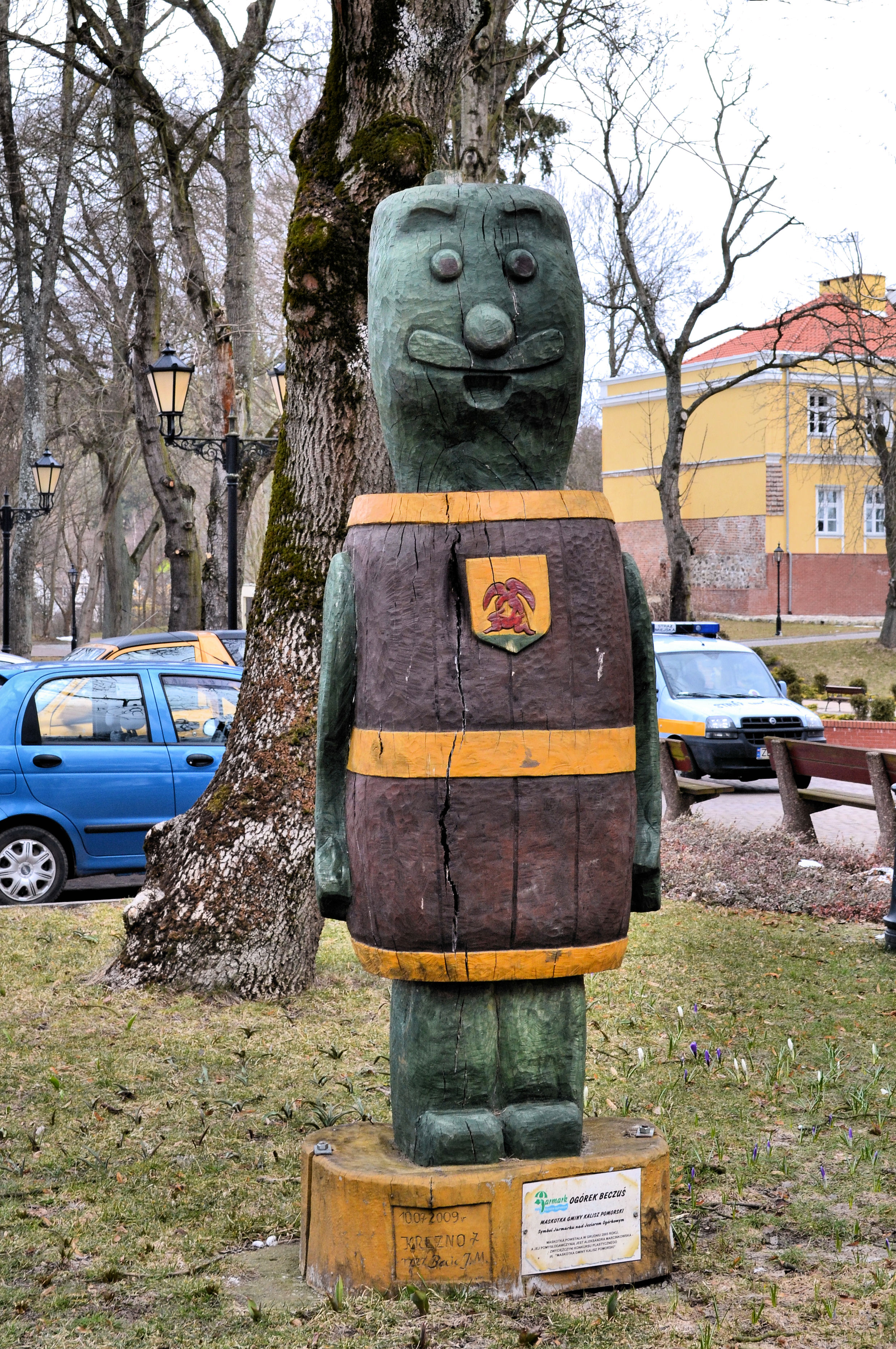
Ogórek Beczuś, maskotka gminy Kalisz Pomorski (rzeźba z 2009)

Jeziorowy ogórek kiszony – regionalny produkt spożywczy, charakterystyczny dla gminy Kalisz Pomorski (powiat drawski). 7 maja 2008 wpisany na polską listę produktów tradycyjnych (zgłaszającym był Miejsko-Gminny Ośrodek Kultury w Kaliszu Pomorskim).

## Historia
Receptura wywodzi się z lat 60. XX wieku, kiedy to oddział Rejonowej Spółdzielni Ogrodniczo-Pszczelarskiej w Kaliszu Pomorskim rozpoczął produkcję przetworów owocowo-warzywnych (głównie ogórków kiszonych) na potrzeby Ludowego Wojska Polskiego oraz stacjonujących licznie na Pomorzu Zachodnim jednostek Armii Radzieckiej. Odbiorcą produktów spółdzielni były też zakłady karne, a niewielkie nadwyżki wysyłano na eksport do Niemiec. Ogórki zakiszano w stulitrowych beczkach, które umieszczano w wodach jeziora Młyńskiego. Zwyczaj ten zaczerpnięto z głównej siedziby spółdzielni w Szczecinku, gdzie zapoczątkowali go pracownicy wywodzący się z Podlasia, głównie z Białej Podlaskiej. W maju 1984 kaliski oddział spółdzielni uległ likwidacji, a część beczek pozostała wówczas pod wodą i zdarzają się przypadki wypływania niektórych z nich na powierzchnię. Tradycje wyrobu produktu wznowiono w 2005 w ramach akcji promowania miasta.
Corocznie w lipcu organizowane jest w Kaliszu Pomorskim Święto Ogórka, mające na celu popularyzację tego warzywa i regionu.

## Charakterystyka
Ogórki są podłużne i cylindryczne (wymiary: długość 8–15 cm, średnica od 3–5 cm), mają gładką powierzchnię z niewielkimi brodawkami. Barwa zewnętrzna jest oliwkowozielona, a na przekroju nieco jaśniejsza. Ogórki winny być twarde i pełne w środku, a smak charakterystyczny dla ogórka kiszonego z wyczuwalnym zapachem użytych przypraw – kopru, czosnku i chrzanu. Ogórki w beczkach układane są tak wysoko, aby dekiel po zabiciu przyciskał je, a zalana woda sięgała poziomu miejsca, w którym będzie się on znajdował. Istotna jest także stała temperatura przechowywania produktu w wodach naturalnego akwenu, czyli 3-4°C. Beczki pozostawać muszą pod wodą minimum przez okres trzech miesięcy.